# Горан Безіна
Горан Безіна (хорв. Goran Bezina; 21 березня 1980, м. Спліт, Югославія) — швейцарський хокеїст, захисник. Виступає за ХК «Женева-Серветт» у Швейцарській національній лізі. 
Вихованець хокейної школи ХК «Монтей». Виступав за ХК «Фрібур-Готтерон», «Спрингфілд Фалконс» (АХЛ), «Фінікс Койотс», ХК «Женева-Серветт», «Ред Булл» (Зальцбург).
В чемпіонатах НХЛ — 3 матчі (0+0).
У складі національної збірної Швейцарії учасник зимових Олімпійських ігор 2006 (6 матчів, 0+2); учасник чемпіонатів світу 2001, 2003, 2004, 2005, 2006, 2007, 2008, 2009, 2010, 2011 і 2012 (67 матчів, 7+10). У складі молодіжної збірної Швейцарії учасник чемпіонатів світу 1999 і 2000. У складі юніорської збірної Швейцарії учасник чемпіонату Європи 1998.
Досягнення
- Чемпіон Австрії (2007)
- Срібний призер чемпіонату Швейцарії (2008, 2010).